# Свайнфліт

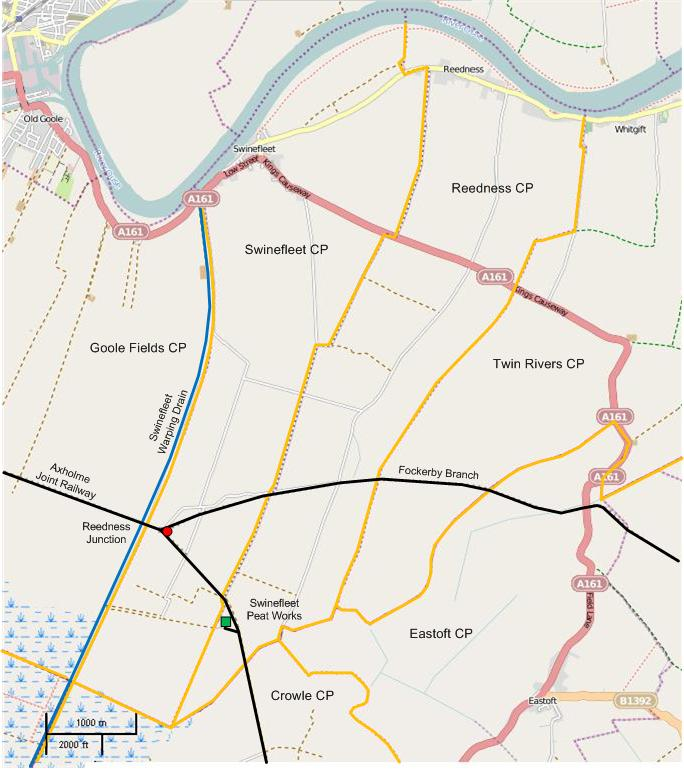
Карта, що показує межі парафії та історичні пам'ятки, включаючи об'єднану залізницю Акхолм та торфомайстерню Свайнфліт

Свайнфліт — село та цивільна парафія в Іст-Райдінг-оф-Йоркшир, Англія. Воно розташоване приблизно за 3,2 км на південний схід від міста Гуль на дорозі A161 між Гулем і Кроулі. Село лежить на південному березі річки Уз.
За даними перепису населення Великої Британії 2011 року, населення парафії Свайнфліт становило 787 осіб, що більше за показник перепису 2001 року, який становив 748 осіб. Основний населений пункт розташований у крайній північній частині парафії, поблизу річки Уз. Південна частина парафії є частиною боліт Свайнфліт і Ріднесс-Мурс і характеризується дренажними канавами та кількома фермерськими будівлями.
Місцева автобусна компанія, відома як Sweyne Coaches, базується у Свайнфліті. Раніше вони здійснювали громадські перевезення між Сканторпом і Гулем, але все ще обслуговують шкільні маршрути для середньої школи Гуля та католицької середньої школи Святої Родини в Карлтоні, а також надають послуги приватного найму. Громадські перевезення з 2015 року перейшли до компанії East Yorkshire Motor Service. Також у селі розташовані занедбані торфорозробки Свайнфліт.

## Географія
Цивільна парафія Свайнфліт на півночі межує з річкою Уз. Її західна межа проходить вздовж дренажного каналу Свайнфліт-Ворпінг-Дрейн, за яким розташована цивільна парафія Гуль-Філдс. На сході знаходиться Ріднесс. Кордон графства з Північним Лінкольнширом проходить вздовж південної межі парафії, де вона межує з Кроулі.

## Історія
Свайнфліт раніше був цивільною парафією, яка з 1894 по 1974 рік входила до сільського округу Гуль у Західному Йоркширі, а потім до 1996 року — до округу Бутферрі в Гамберсайді.
Західний кордон парафії утворений дренажним каналом Свайнфліт-Ворпінг-Дрейн. Його будівництво було санкціоновано Актом Парламенту, отриманим Ральфом Крейком, і частину робіт було завершено до 1821 року. Варпінг — це процес, за якого багаті на мул річкові води використовувалися для затоплення малородючих земель. Мул осідав на поверхні і з часом накопичувався, утворюючи ґрунти, придатні для сільського господарства. Пізніше Крейк співпрацював з Т. Г. С. Сотероном, і протягом наступних 40 років їм вдалося покращити велику площу земель. Це був найуспішніший з кількох планів покращення торфовищ Торн і Гетфілд шляхом варпінгу, оскільки Макін Дарем успішно створив дренажний канал Дарема на захід від торфовищ, але не зміг освоїти значну частину земель, а схема Компанії з покращення торфовища Торн зазнала невдачі, коли Велика Північна залізнична компанія відмовилася від запланованої лінії Гейнсборо — Донкастер через Торн, яка б дозволила доставляти сільськогосподарську продукцію з освоєних земель на ринок.

### Подрібнення торфу
Поблизу південної межі парафії, приблизно за 4,8 км на південь від населеного центру, розташовувалися торфорозробки Свайнфліт-Піт-Воркс. Перший млин на цьому місці був заснований компанією Bennett's Moss Peat Company у 1886 році і називався Marshland Works. На підприємстві Bennett's працювало 40 чоловік, які займалися видобутком торфу. Торф вивозили з боліт у вагонах, запряжених кіньми, і доставляли на млин, де його подрібнювали та пакували в тюки. Фостер Вілсон займався транспортуванням тюків кіньми та возами до Свайнфліт-Клоу, де на річці Уз була пристань. Потім компанія Bennett's побудувала вузькоколійну залізницю (1093 мм) від млина до дренажного каналу Свайнфліт-Ворпінг-Дрейн, а потім вздовж східного берега каналу до Клоу. Споруди в Клоу включали розвантажувальний сарай, склад та кілька інших будівель. Більшість тюків експортувалася баржами з пристані, але частина торфу продавалася на місці, доставляючись кіньми та возами.[1]
Паровоз, який працював на трамвайній колії, був побудований компанією Webster, Jackson and Co., що базувалася в Гулі. Газета «Goole Times» 7 червня 1895 року опублікувала репортаж про візит Йоркширського союзу натуралістів на цю лінію. У ньому зазначалося, що відвідувачів доставили до заводу на пласких вагонах, їхні ноги звисали з боків, і хоча поїзд досить швидко дістався до місця призначення, дехто був дещо приголомшений цією поїздкою. Компанія Bennett's збанкрутувала в 1891 році, хоча продовжувала працювати до того часу, поки її не поглинула компанія Goole Moss Litter Company в 1893 році. У 1896 році нова компанія увійшла до складу British Peat Moss Litter Company, об'єднання більшості торфодобувних компаній, що працювали на торфовищах Торн і Гетфілд.
Точно невідомо, коли саме трамвайна колія припинила роботу, але Аксольмська об'єднана залізниця, яка перетинала парафію, мала б вимагати з нею переїзду на одному рівні, і Північно-Східна залізниця, один із її ініціаторів, зустрілася з British Peat Moss Litter Company, щоб запропонувати компенсацію, якщо вони відмовляться від своїх прав на такий переїзд. Аксольмська об'єднана залізниця відкрилася в 1903 році і включала під'їзну колію, що обслуговувала торфорозробки Свайнфліт. Паротяг трамвайної колії пропонувався до продажу в 1901 році, але вважається, що його було утилізовано на місці, оскільки покупця не знайшлося. Завод був з'єднаний з торфовищами мережею вузькоколійних залізниць (914 мм), на яких до 1950-х років працювали коні, а потім — дизельні локомотиви. Млин було закрито в липні 2000 року після 114 років експлуатації, хоча накопичений торф продовжували вивозити з торфовищ до 2005 року, але його відвозили на завод у Гетфілді для переробки.

### Залізниці
Попри свою назву, станція Ріднесс-Джанкшн, де Фокербінська гілка Аксольмської об'єднаної залізниці відгалужувалася від головної лінії до Епворта, розташовувалася в межах парафії, тоді як торфорозробки Свайнфліт фактично знаходилися в сусідній парафії Ріднесс, хоча трамвайна колія до торфовищ проходила через Свайнфліт. Лінію на захід від Ріднесс-Джанкшн та Фокербінську гілку, найпівнічнішу з двох ліній на схід, побудувала Легка залізниця Гуля та Маршленда. Лінію на південь, яка йшла до Кроулі-Норт, Епворта та Гаксі-Джанкшн, частково побудувала Легка залізниця острова Аксольм, але обидві були поглинені Аксольмською об'єднаною залізницею в січні 1903 року. Залізницю було відкрито для пасажирів 10 серпня 1903 року до Кроулі на півдні, а остаточну ділянку було завершено та відкрито на початку 1905 року. Пасажирське сполучення було припинено в 1933 році, а залізницю закрито в 1965 році.
У 1906 році в залізничній компанії відбулася палка дискусія, коли полковник Томпсон звернувся з проханням дозволити групі приблизно з 16 жінок, які збирали картоплю, пройти через товарну станцію Ріднесс, а потім перетнути дренажний канал Свайнфліт-Ворпінг-Дрейн на західному кордоні парафії, пройшовши вздовж головної залізничної колії. Його прохання полягало в тому, щоб скоротити відстань, яку жінкам доводилося щодня проходити на роботу, і його задовольнили, хоча полковник мав відшкодувати залізниці будь-які претензії, якщо будь-хто з них потрапить у нещасний випадок, йдучи цим маршрутом.
1. ↑  Parish Profiles // 2021 United Kingdom census — Office for National Statistics.